# Miguel Cairo
Miguel Jesús Cairo (né le 4 mai 1974 à Anaco, Anzoátegui) est un ancien joueur vénézuélien de baseball. Il évolua dans les Ligues majeures entre 1996 et 2012.
Considéré comme un joueur d'utilité, il a évolué principalement à la position de deuxième but avec les équipes dont il a porté les couleurs mais aussi aux positions de premier but, troisième but et voltigeur.

## Carrière
Miguel Cairo signe son premier contrat en 1990 avec les Dodgers de Los Angeles. Après avoir atteint le niveau Double-A en ligue mineure avec l'organisation californienne, il est impliqué dans un échange, les Dodgers transférant aux Mariners de Seattle le 29 décembre 1995 Cairo et l'avant-champ Willis Otanez pour le joueur de troisième but Mike Blowers. Le 18 décembre de la même année, les Mariners cèdent Cairo et le lanceur Bill Risley aux Blue Jays de Toronto pour deux lanceurs, Paul Menhart et Edwin Hurtado.
Cairo passe la majeure partie de la saison de baseball 1996 avec les Chiefs de Syracuse, le club-école AAA des Blue Jays dans la Ligue internationale. Il joue son premier match dans les Ligues majeures le 17 avril 1996 pour Toronto. Dans cette première partie et à sa première présence au bâton, le joueur de deuxième but partant des Jays réussit son premier coup sûr dans les grandes ligues, un double aux dépens du lanceur Chuck Finley des Angels de la Californie. Cairo ne joue que neuf matchs en 1996 avec Toronto. Le 20 novembre, il passe aux Cubs de Chicago en retour d'un joueur des mineures, Jason Stevenson. Il joue 16 parties pour Chicago en 1997 et passe la majorité de l'année dans les mineures. Laissé sans protection par les Cubs après la saison, Cairo est choisi en 8e ronde du repêchage d'expansion du 18 novembre 1997, visant à constituer la formation initiale des Devil Rays de Tampa Bay, une nouvelle franchise qui fait son entrée dans la Ligue américaine en 1998.
Le 31 mars 1998, Miguel Cairo est le joueur de deuxième but partant et le deuxième frappeur du rôle offensif des Devil Rays au tout premier match de l'histoire du club, disputé au Tropicana Field face aux Tigers de Detroit. En date de 2010, il est le dernier joueur de l'édition originale des Devil Rays à être toujours en activité dans les Ligues majeures.
Cairo passe trois saisons à Tampa Bay, où il obtient en 1998 sa première occasion de se faire valoir sur une base quotidienne. Il dispute 150 parties cette année-là, frappant dans une moyenne au bâton de ,268 avec 138 coups sûrs (son record personnel en carrière pour une seule saison), cinq circuits, 46 points produits (un autre sommet personnel), 49 points marqués et 19 buts volés. Le 27 avril, il claque son premier circuit dans les majeures, contre Mike Oquist des Athletics d'Oakland.
En 1999, Cairo affiche sa plus haute moyenne au bâton en carrière pour une seule saison : 295 en 120 parties jouées. Il croise le marbre à 61 reprises, un sommet personnel. Il frappe 137 coups surs dont trois circuits, produit 36 points et vole 22 buts.
En 2000, il réussit un record personnel de 28 buts volés. Sa moyenne est de 261 avec un circuit et 34 points produits en 119 matchs. Libéré par les Rays après la saison morte, le Vénézuélien signe un contrat comme agent libre avec Oakland, qui le transfèrent aux Cubs de Chicago juste avant le début de la saison, le 28 mars 2001, pour obtenir Eric Hinske. Cairo dispute 66 parties avec les Cubs en 2001 avant d'être soumis au ballottage et recruté par les Cardinals de Saint-Louis, avec qui il frappe pour ,333 en 27 parties. Il joue pour les Cards jusqu'en 2003, participant aux séries éliminatoires avec ce club en 2001 et 2002, une première pour lui.
Engagé comme agent libre par les Yankees de New York après son séjour à Saint-Louis, Miguel Cairo est le deuxième but régulier du club du Bronx en 2004. Il frappe pour ,292 avec 42 points produits et atteint la Série de championnat de la Ligue américaine. Malgré tout, les Yankees refusent de le signer à nouveau pour 2005, et il rejoint les Mets de New York, avec qui il joue sporadiquement, disputant 100 matchs en une saison.
Il retourne chez les Yankees en 2007 mais est libéré de son contrat en cours de saison, ce qui l'amène à obtenir un deuxième passage chez les Cardinals.
En 2008 il s'aligne pour une année avec les Mariners de Seattle avant de rejoindre les Phillies de Philadelphie pour 2009. Avec les Phillies, il joue en séries éliminatoires et atteint la Série mondiale mais ne fait aucune présence durant la finale, perdue en six parties par Philadelphie face aux Yankees.
En 2010, Miguel Cairo signe un contrat des ligues mineures avec les Reds de Cincinnati. À 36 ans, il s'agit de la neuvième formation pour laquelle le vétéran s'aligne en Ligue majeure. Au sein d'une jeune équipe qui connaît du succès pour la première fois depuis de nombreuses années, son jeu défensif s'avère utile aux troisième et premier buts. En 90 matchs, il frappe pour ,290 avec les Reds. Il est cependant zéro en trois dans la Série de division qui oppose les Reds aux Phillies en matchs d'après-saison.
Devenu agent libre au terme de la saison, Cairo signe le 8 décembre un nouveau pacte de deux saisons avec Cincinnati. En 2011, il frappe pour ,265 en 102 parties avec 33 points produits, son plus haut total depuis la saison 2004.